# ثنائي بروميد تيلوريوم
 ثنائي بروميد تيلوريوم مركب كيميائي له الصيغة TeBr2 .